# Евгений (Вулгарис)
Архиепископ Евге́ний (в миру Елевтерий Вулга́рис греч. Ελευθέριος Βούλγαρης или Βούλγαρις; 21 августа 1715 — 27 мая 1806) — епископ Русской православной церкви, архиепископ Славянский и Херсонский, богослов.
Член Лондонского королевского общества (1788), почётный член Петербургской академии наук (1776) и Лондонской академии древностей, а также Императорского Вольного экономического общества.
Кавалер ордена Святого Александра Невского.

## Биография
Родился 21 августа 1715 года на острове Корфу в семье Булгари, и наречён был Елевтерием (что в переводе с греческого означает «свободный») .
В Падуанском университете изучал иностранные языки, математику.
В 1739 году принял монашество. В сане иеродиакона состоял катехизатором и проповедником в греческой церкви Георгия Победоносца в Венеции.
В конце 1742 года был определён ректором гимназии в город Янину. Десять лет обучал юношество философским, математическим и богословским наукам.
В 1753 году патриархом Константинопольским Кириллом был вызван в Константинополь и определён ректором и главным наставником школ, состоящих при Афонской Ватопедской лавре. В 1769 году патриархом Серафимом II был назначен ректором Великой школы нации в Константинополе с титулом вселенского дидаскала, или учителя и начальника философствующих.
В 1767 году — референдарий Константинопольского патриаршего престола.
В 1763 году уехал в Германию, где надеялся найти лучших ценителей своих научных знаний. Некоторое время жил в Лейпциге, ездил в города Галле и Гёттинген, посещая лекции в университетах и общаясь с учёными.
В 1767 году, когда императрицей Екатериной II был издан «Наказ Комиссии о сочинении проекта нового Уложения», то Евгений перевёл его с французского языка на греческий и перевод свой посвятил Екатерине, с изъявлением своего желания быть в её подданстве. Прусский король Фридрих Великий, лично знавший Евгения, рекомендовал его Екатерине II.
В 1771 году он прибыл в Санкт-Петербург, и с самого приезда императрица определила ему по 1500 рублей ежегодного жалованья и притом часто удостаивала его благосклонного приёма и собеседования. На протяжении четырёх лет был личным библиотекарем Екатерины, в этой должности перевёл на греческий язык «Энеиду» и «Георгики» Вергилия.
30 августа 1775 года по указу императрицы Екатерины II Евгений был посвящён в сан иеромонаха, а 9 сентября Святейшему синоду был дан указ об учреждении в Новороссийской и Азовской губерниях новой епархии — Славянской и Херсонской. В указе говорилось: «По случаю переселившихся в тот край иноплеменников, не знающих русского языка, исповедующих однакож православную греческую веру, посвятить в архиепископа грека иеромонаха Евгения, яко мужа, высотою разума, благочестием и всеми добродетелями для упасения стада Христова отлично одаренного».
1 октября 1775 года в присутствии императрицы иеромонах Евгений был хиротонисан в Москве в Николаевском греческом монастыре во епископа Славянского и Херсонского с возведением в сан архиепископа с пребыванием в Полтавском Крестовоздвиженском монастыре.
С 1776 года — почётный член Санкт-Петербургской академии наук.
Преосвященный Евгений управлял епархией четыре года и успел открыть там духовную семинарию.

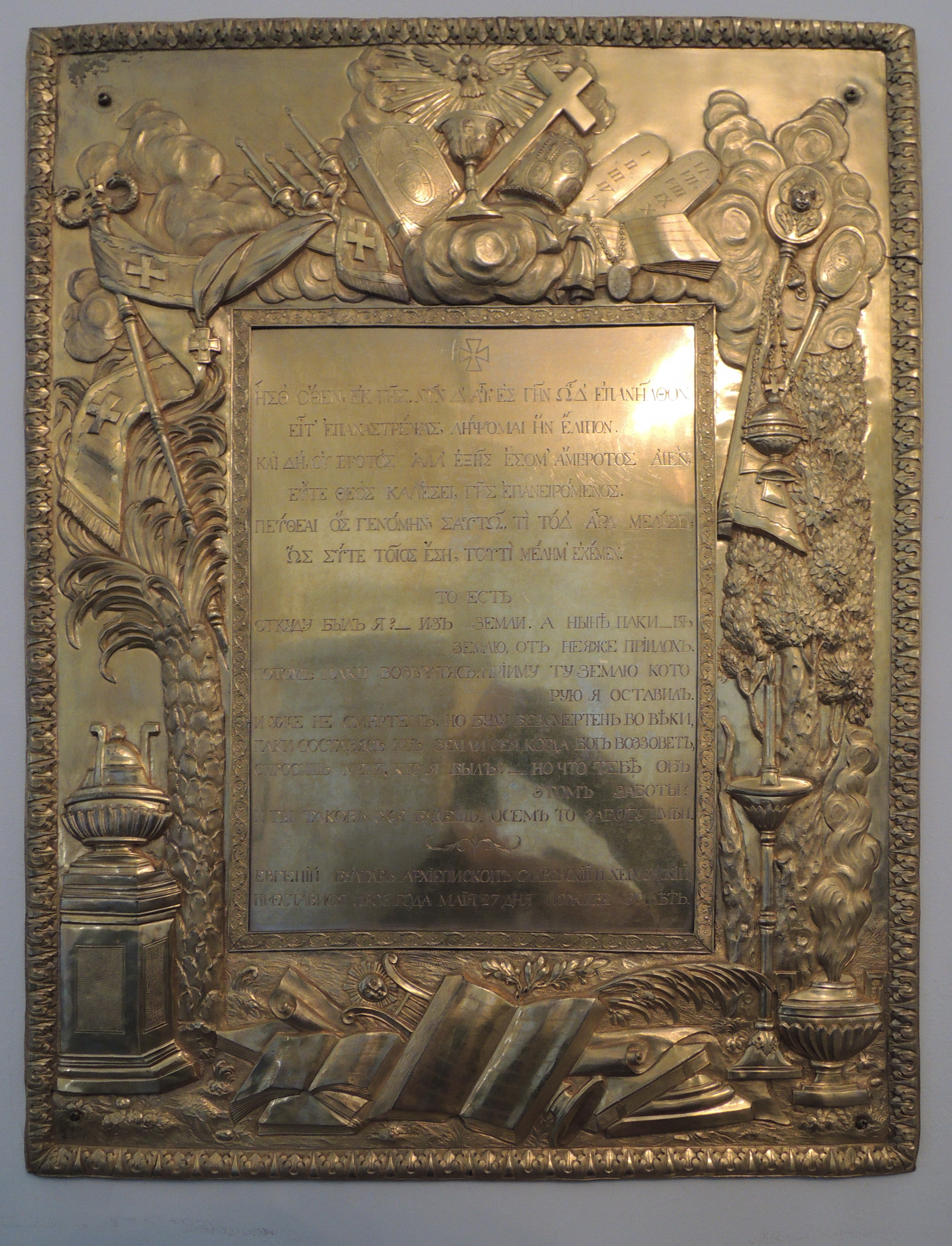
Бронзовая доска со стихотворной эпитафией на русском и греческом языках. Благовещенская церковь Александро-Невской лавры. Перенесена из Феодоровской церкви в 1930-е годы

5 мая 1779 года согласно поданному прошению уволен на покой. Проживал в Полтавском Крестовоздвиженском монастыре. Продолжал писать труды по богословию, педагогике («О наилучшем воспитании великих князей Александра и Константина Павловичей», 1784), истории, философии.
В 1787 году преосвященному Евгению разрешено было проживать в Санкт-Петербурге. С 1801 года архиепископ Евгений находился на покое в Александро-Невской лавре, и там скончался 27 мая 1806 года на 91-м году жизни. Погребён был в Феодоровской церкви лавры (в советское время территория была занята ЦНИИ «Прометей», к 2007 году захоронение не обнаружено).

## Сочинения
Архиепископ Евгений оставил после себя много научных трудов.
- Православное исповедание, или изложение веры Православной Апостольской Церкви. — Амстердам, 1765.
- Описание жизни блаженного Феодорита, епископа Кирского.— Галле, 1768. Курс богословия.
- Логика, из древних и новейших собранная. — Лейпциг, 1766.

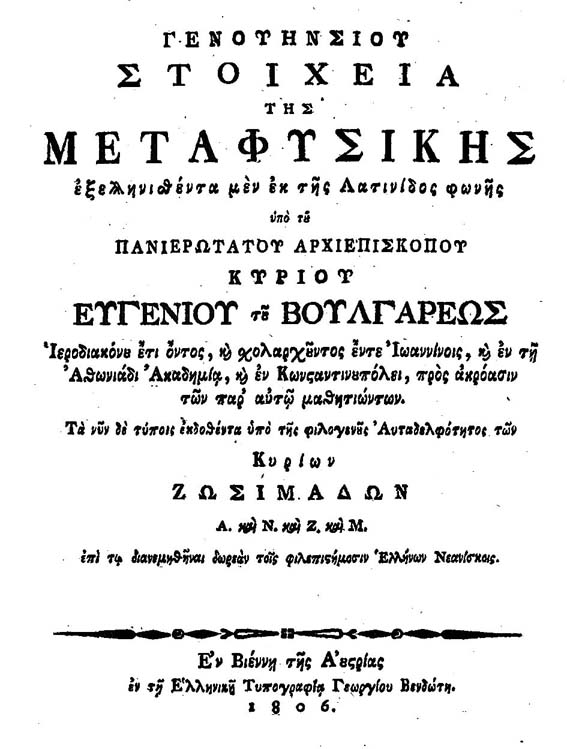
Титульный лист книги Метафизика. 1806

- Метафизика (греч.). — Венеция, 1805.
- Первое столетие по воплощении Христа Спасителя. Церковная История первого Христианского века (греч.). — Лейпциг, 1806.
- Размышления, или примечания на пять книг Моисеевых, под названием Боголюбивое глумление (греч.): в 2 т. — Вена, 1801.
- Трактат о Системе всего сущаго. Астрономического содержания. — Вена, 1806.
- О приливах и отливах.
- Мысли о нынешних критических временах оттоманского государства.
- Мольба греческого народа ко всей христианской Европе.
- О музыке (греч.), соч. в 1775 (рукопись).
- Храм Славы. Поэма Г. Дела Тиерса, переведенная с французского на греческий язык. — СПб., 1772.
- Записка о лучшем способе воссоединения униатов // Христианское чтение. 1887. № 7-8. Спб.

Оды на поражение оттоманов Екатериной II. Окружное послание к сербским христианам. О том, что такое рай и ад? Послание к Петру Клеркию (Кларку).
Переводы:
- Переводы Вергилия.
- с латинского на греческий:
  - Адам Зерников. Богословские трактаты о происхождении Святого Духа: в 2 т. — СПб., 1797.
  - Феофан (Прокопович). История спора об происхождении Святого Духа. — Лейпциг, 1784.
  - Гавриил, митрополит. О служении и чиноположениях Греко-Российской Церкви. — СПб., 1799.
- с французского на греческий:
  - Клерций П. (Петр Кларк). Всенародный суд, которым пред лицем Всемирной Церкви обличаются папа римский и папский двор, как разрушители Церкви и всего закона Божественного и человеческого.